# لوئیس ماکسیمیانو
لوئیس مانوئل آرانتس ماکسیمیانو (پرتغالی: Luís Manuel Arantes Maximiano؛ زادهٔ ۵ ژانویهٔ ۱۹۹۹) بازیکن فوتبال اهل پرتغال است که برای باشگاه لاتزیو بازی می‌کند.

## افتخارات
اسپورتینگ
- لیگ برتر فوتبال پرتغال: ۲۱–۲۰۲۰[۳]
- جام اتحادیه فوتبال پرتغال: ۲۱–۲۰۲۰[۴]
- سوپر جام فوتبال پرتغال: ۲۰۲۱[۵]